# 언노운 (2006년 영화)
《언노운》(영어: Unknown)은 2006년 공개된 미국의 스릴러 영화이다.

## 출연

### 주연
- 제임스 카비젤
- 그렉 키니어
- 브리짓 모이나한

### 조연
- 조 판토리아노
- 배리 페퍼
- 제레미 시스토
- 피터 스토메어
- 크리스 멀키

## 기타
- Line PD: 브렌트 모리스
- 공동제작: 바비 슈와츠
- 공동제작: 로스 M. 디너스타인
- 미술: 크리스 존스
- 의상: 제인 앤더슨
- 배역: 샤논 맥하니언